# Hollósy József
Hollósy József (Máramarossziget, 1860. március 8. – Máramarossziget, 1898. április 11.) magyar festőművész, Hollósy Simon festőművész öccse, buddhista filozófus, a magyarországi buddhizmus első képviselője.

## Családja, iskolái
Az erdélyi örmény Hollósy (Korbuly) család  leszármazottja.  A gazdag, örmény  Hollósy család harmadik fiaként, István és Simon öccseként jött a világra 1860-ban. A hétosztályos gimnáziumot Máramarosszigeten végezte. Ezt követően Simon bátyja nyomdokaiba lépett, és életpályául a képzőművészetet választotta. 

## Élete, munkássága
Első rajztanára Greismüller Ferenc volt. Vendéghallgatóként 1876-77-ben a budapesti Mintarajztanodában képezte magát, majd 1880-tól a müncheni képzőművészeti akadémián tanult Alois Gabl (1845–1893) tanítványaként. 1881-ben ösztöndíjban részesítette a magyar kormány, az akadémia pedig bronzéremmel tüntette ki. Elsősorban tanulmányfejeket, aktokat, csendéleteket és életképeket festett, de alkotásainak javarésze megsemmisült. Egy munkája – amit bátyjával, Simonnal közösen festett – a Magyar Nemzeti Galériába került.
Feltehetően Münchenben ismerkedett meg a buddhizmussal is, ahol ekkor már jelentős buddhista közösség létezett. Betegsége miatt 1884-ben visszatér szülőföldjére.
1893-ban Máramarosszigeten jelenik meg első műve, a Buddhista Káté, melynek teljes címe: Buddhista Káté, bevezetésül Gótamó Buddha tanához. A délvidéki buddhisták szent iratai után az európaiak használatára összeállította és jegyzetekkel ellátta Szubhádra Bhiksu. A pozitív fogadtatás és a nagy érdeklődés miatt ezt halála után, 1901-ben újra kiadták. Ennek a műnek az eredeti változatát Henry Steel Olcott állította össze 1887-ben burmai gyerekeknek szánt tankönyvként. Szerkezetét tekintve a keresztény katekizmusok mintájára, kérdés-felelet formában íródott. Hollósy előszavát követően a mű a Buddha életét, a Tant és a Kiválók testvériségét tárgyalja, gyakran párhuzamba állítva a Buddhát Krisztussal.
Hollósy József második munkája a Buddha mondák című könyv volt, amely 1896-ban ugyancsak Máramarosszigeten jelent meg. Ez a mű Karl Eugen Neumann Zwei Buddhistische Suttas című könyvének magyar fordítása, amely három szuttát tartalmaz: Az aszkétaság gyümölcsének szuttája,  A kínszenvedés nagy szuttája,  A rossz és a jó asszony története. A könyv záró részében a Dhammapadából vett verspárok olvashatók. Hollósy tervezte ugyan a Dhammapada teljes fordításának elkészítését is, ám ez korai halála miatt nem teljesülhetett.

## Emlékezete
A magyarországi buddhisták Hollósy Józsefet a magyarországi buddhizmus első képviselőjeként tisztelik. A buddhizmus magyarországi megjelenését pedig az általa fordított és kiadott Buddhista Káté megjelenésétől, 1893-tól számítják. Olykor Kőrösi Csoma Sándor után Hollósyt a második magyar bódhiszattvának tekintik.